# László Bodnár
László Bodnár (*Mateszalka, Hungría, 25 de septiembre de 1979) es un exfutbolista húngaro.
El 28 de agosto de 2009 se vio involucrado en un accidente de tránsito fatal que causó la muerte de un ciclista. Fue declarado culpable por exceso de velocidad y así causar el accidente y se le dio una pena de prisión de 1 año, suspendida por un período de prueba de 1 año.

## Selección nacional
Fue internacional con la selección nacional de fútbol de Hungría, con la que jugó 46 partidos.

## Clubes
| Club              | País         | Año       |
| ----------------- | ------------ | --------- |
| Debreceni VSC     | Hungría      | 1996-2000 |
| Dinamo de Kiev    | Ucrania      | 2000-2004 |
| Arsenal de Kiev   | Ucrania      | 2004      |
| Roda JC           | Países Bajos | 2004-2006 |
| Red Bull Salzburg | Austria      | 2006-2009 |
| Debreceni VSC     | Hungría      | 2009-2010 |
| Red Bull Salzburg | Austria      | 2010-2011 |
| Pécsi Mecsek FC   | Hungría      | 2012-2013 |
| Várda SE          | Hungría      | 2013-2014 |